# Thermoproteus
A Thermoproteus a Thermoproteaceae család egyik neme az archeák doménjén belül. A Thermoproteus fajai termofil, kénfüggő mikroorganizmusok, és rokonságban állnak a Sulfolobus, Pyrodictium és Desulfurococcus nemekkel. Hidrogén–kén autotrófok, és akár 97 °C-on is képesek növekedni.

## Leírása és jelentősége
A Thermoproteus fajai anaerob élőlények, a természetben autotróf kénredukcióval növekednek. Más hipertermofilekhez hasonlóan élő példái lehetnek a Föld legkorábbi organizmusainak, és az Archaea leszármazási vonalának alján helyezkednek el.

## Genom szerkezet
A Thermoproteus genetikai szekvenálása sokat felfedett a szervezet anyagcsere-útvonalairól. Például a T. tenax teljes genomjának hossza 1,84 Mbp; a DNS kettős szálú és cirkuláris. A gének közösen átírt klaszterekbe, vagyis operonokba rendeződnek. A Thermoproteus tenax genomot teljes mértékben szekvenálták.

## Sejt szerkezet és anyagcsere
Számos kutatás vizsgálta a Thermoproteus és más hipertermofilek anyagcseréjét. A Thermoproteus fajok autotróf módon kénredukcióval metabolizálnak, de laboratóriumi tenyészetben kénlégzéssel gyorsabban növekednek. A T. tenax számos anyagcsere-útvonallal rendelkezik, amely lehetővé teszi, hogy a sejt a szükséges energiaigényhez igazodva válasszon útvonalat (például fejlődési vagy növekedési fázisban). Mint minden archaea, a Thermoproteus is egyedülálló membránlipidekkel rendelkezik, amelyek 20- vagy 40-szénatomos, elágazó láncú molekulák éter-glicerin származékai. A telítetlen lipidek általában konjugáltak (szemben a baktériumokban és eukariótákban előforduló konjugálatlan formákkal). A Thermosphaera-hoz és a Crenarchaeota többi tagjához hasonlóan a membránban a 40-szénatomos lipidek dominálnak, ami egyrétegű struktúrát eredményez, poláris csoportokkal mindkét oldalon. Sejtjeik pálcika alakúak, átmérőjük legfeljebb 4 µm, hosszuk akár 100 µm is lehet, és ivartalan szaporodásuk során a sejt végén kinövő ágacskákból alakulnak ki új sejtek. Ostorral mozognak.

## Ökológia
A Thermoproteus fajokat savas hőforrásokból és hidrotermális feltörésekből izolálták, többek között Izlandról, Olaszországból, Észak-Amerikából, Új-Zélandról, az Azori-szigetekről és Indonéziából. Optimális növekedési hőmérsékletük körülbelül 85 °C.